# Persée (Q154)
| «Персе»                                                                      | «Персе» | «Персе» |
| ---------------------------------------------------------------------------- | --- | --- |
| Persée (Q154)                                                                | | |
|                                                                              | | |
| Схема підводного човна типу «Редутабль»                                      | | |
| Верф                                                                         | Chantiers Navals Français, Кан | Chantiers Navals Français, Кан |
| Під прапором                                                                 | Франція | Франція |
| Належність                                                                   | Військово-морські сили Франції | Військово-морські сили Франції |
| Порт приписки                                                                | Брест, Дакар | Брест, Дакар |
| На честь                                                                     | Персея | Персея |
| Закладений                                                                   | 14 квітня 1929 | 14 квітня 1929 |
| Спуск на воду                                                                | 23 травня 1931 | 23 травня 1931 |
| Введений до складу флоту                                                     | 12 лютого 1933 | 12 лютого 1933 |
| На службі                                                                    | 1933–1940 | 1933–1940 |
| Загибель                                                                     | 23 вересня 1940 року затоплений при проведенні операції союзників «Загроза» по захопленню Дакара | 23 вересня 1940 року затоплений при проведенні операції союзників «Загроза» по захопленню Дакара |
| Сучасний статус                                                              | затоплений | затоплений |
| Бойовий досвід                                                               | Друга світова війна Битва за Атлантику Сенегальська операція | Друга світова війна Битва за Атлантику Сенегальська операція |
| Проєкт                                                                       | | |
| Тип ПЧ                                                                       | великий крейсерський дизель-електричний підводний човен | великий крейсерський дизель-електричний підводний човен |
| Основні характеристики                                                       | | |
| Швидкість (надводна)                                                         | 17,5 вузлів (32,4 км/год) | 17,5 вузлів (32,4 км/год) |
| Швидкість (підводна)                                                         | 10 вузлів (18,6 км/год) | 10 вузлів (18,6 км/год) |
| Робоча глибина занурення                                                     | 75 м | 75 м |
| Гранична глибина занурення                                                   | 80 м | 80 м |
| Дальність плавання                                                           | 14 000 миль (26 000 км) на швидкості 7 вузлів (надводна) 10 000 миль (18 600 км) на швидкості 10 вузлів (надводна) 4 000 миль (7 000 км) на швидкості 17 вузлів (надводна) 90 миль (170 км) на швидкості 7 вузлів (підводна) | 14 000 миль (26 000 км) на швидкості 7 вузлів (надводна) 10 000 миль (18 600 км) на швидкості 10 вузлів (надводна) 4 000 миль (7 000 км) на швидкості 17 вузлів (надводна) 90 миль (170 км) на швидкості 7 вузлів (підводна) |
| Автономність плавання                                                        | 30 діб | 30 діб |
| Екіпаж                                                                       | 71 офіцер та матрос | 71 офіцер та матрос |
| Розміри                                                                      | | |
| Довжина найбільша (по КВЛ)                                                   | 92,30 м | 92,30 м |
| Ширина корпусу найб.                                                         | 8,1 м | 8,1 м |
| Середня осадка (по КВЛ)                                                      | 4,4 — 4,7 м | 4,4 — 4,7 м |
| Водотоннажність надводна                                                     | 1572 т | 1572 т |
| Водотоннажність підводна                                                     | 2092 т | 2092 т |
| Силова установка                                                             | | |
| Дизель-електрична: 2 × дизельні двигуни Schneider 2 × електродвигуни Alsthom | | |
| Гвинти                                                                       | 2 | 2 |
| Потужність                                                                   | 2 × 3000 к.с. (дизелі) 2 × 1200 к. с. (електродвигуни) | 2 × 3000 к.с. (дизелі) 2 × 1200 к. с. (електродвигуни) |
| Озброєння                                                                    | | |
| Артилерія                                                                    | 1 × 100-мм гармата | 1 × 100-мм гармата |

«Персе» (Q154) (фр. Persée (Q154) — військовий корабель, великий океанський підводний човен типу «Редутабль» військово-морських сил Франції часів Другої світової війни.
Підводний човен «Персе» був закладений 14 квітня 1929 року на верфі компанії Chantiers Navals Français у Кані. 23 травня 1931 року він був спущений на воду. 12 лютого 1933 року корабель увійшов до складу ВМС Франції.

## Історія служби
Підводний човен проходив службу в лавах французького флоту. На початок Другої світової війни «Персе» входив до складу 6-ї підводної дивізії, що базувалась у Бресті, разом з однотипними човнами «Аякс», «Архімед» і «Понселе».
18 червня 1940 року внаслідок наближення військ вермахту до порту Брест «Персе» разом із підводними човнами «Касаб'янка», «Сфакс», «Орфі», «Понселе», «Аякс», «Сірсе», «Тетіс», «Каліпсо», «Амфітріт», «Амазон», «Антіоп», «Сібил» та «Медузе» евакуювався до Касабланки. Після поразки Франції у Західній кампанії весною-літом 1940 року корабель продовжив службу у складі військово-морських сил уряду Віші.
23 вересня 1940 року об 11:30 «Персе» здійснив торпедну атаку на британський легкий крейсер «Драгон», але корабель уникнув торпед і відкрив артилерійський вогонь по підводному човну, що намагався зануритися на глибину. Незабаром есмінці «Інглефілд» та «Форсайт», що супроводжували крейсер, атакували французький підводний човен глибинними бомбами, який зазнав сильних пошкоджень та вимушено сплив на поверхню і, бувши покинутий екіпажем, затонув близько 11:50 поблизу сенегальського узбережжя.